# Rhipidonematomyces
Rhipidonematomyces is een monotypisch geslacht in de familie Hygrophoraceae. Het geslacht bevat alleen de soort Rhipidonematomyces ligulati.